# Sminthurinus polygonius
Sminthurinus polygonius är en urinsektsart som beskrevs av Jerry Allen Snider 1978. Sminthurinus polygonius ingår i släktet Sminthurinus och familjen Katiannidae. Inga underarter finns listade i Catalogue of Life.